# .17 HM2

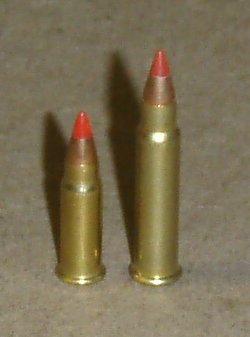
왼쪽: .17 HM2, 오른쪽: .17 HMR

.17 혼다이 마하 2, 흔히 .17 HM2로 알려진 이 총탄은 림파이어 탄약통으로, 2002년 .17 HMR의 성공적인 출시 이후 탄약 제조업체인 혼다이가 2004년에 출시했다. .17 HM2는 .22 롱 라이플 "스팅어" 탄피를 기반으로 하며, .17 구경 (4.5mm)으로 총구 지름을 좁히고 일반적인 .22 롱 라이플 탄환 무게의 절반 이하인 총알을 사용한다.

## 성능
총알의 무게는 림파이어 탄환치고는 매우 높은 속도를 달성하는 데 핵심적인 부분이다. 일반적인 .22 LR 총알의 30-40 그레인(1.94-2.59g)에 비해 17 그레인(1.10g)에 불과하다. .17 HM2는 지리적 위치와 조건에 따라 "마하 2"라는 이름에 부합할 수도 있고 그렇지 않을 수도 있는데, 소총에서 발사 시 초당 2,100피트(640m/s)의 속도를 낸다. 이 속도는 표준 .22 LR의 거의 두 배에 달하여, 175야드(160m)의 유효 사거리까지 훨씬 더 평평한 탄도를 보인다.

## 소총 개조

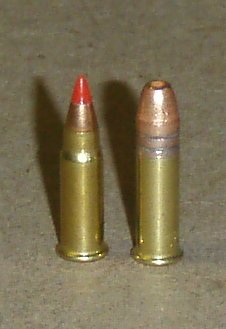
왼쪽: .17HM2, 오른쪽: .22 LR

.17 HM2는 .22 LR을 기반으로 하므로, .22 LR용으로 총열을 가진 대부분의 볼트 액션 총기를 .17 HM2로 개조하려면 총열만 교체하면 된다. 압력이 더 높기 때문에 반자동 총기의 개조는 더 어렵다. 거의 모든 반자동 총기가 블로우백 설계이기 때문에 압력 변화에 민감하기 때문이다. 개조 키트가 출시되었으며, 이는 공장 볼트 또는 볼트 핸들을 더 무거운 것으로 교체하여 볼트 질량을 늘리고 더 높은 압력을 보상한다.

## 같이 보기
- .17 PMC/아귈라
- 권총 탄약 목록
- 소총 탄약 목록
- 림파이어 탄약 목록
- 권총 및 소총 탄약 표
- 4mm 구경

## 추가 자료
- 위키미디어 공용에 .17 HM2 관련 미디어 분류가 있습니다.
- Hawks, Chuck. “Hornady's .17 Mach 2”. 《chuckhawks.com》.